# Anghilă europeană

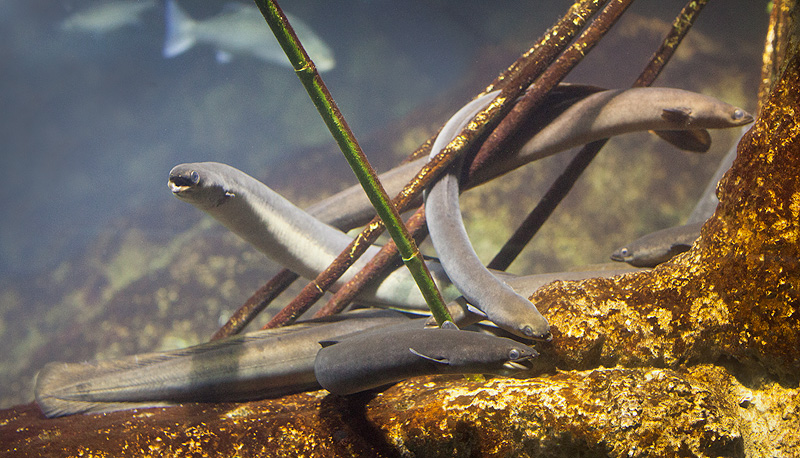
Grup de anghile la fundul bazinului acvatic

Anghila europeană (Anguilla anguilla) este un pește teleostean migrator, catadrom, răpitor, din familia Anguillidae, cu corpul serpentiform (în formă de șarpe), cilindric și foarte alungit, acoperit cu solzi mărunți și vârâți în piele. Capul este conic și ușor turtit dorsoventral, gura terminală este prevăzută cu dinți fini. Lungimea corpului la mascul poate atinge 0,50 m, iar la femelă 1 m cu o greutate sub 2 kg, rareori mai mult. Trăiește în fluviile din Europa care se varsă în Oceanul Atlantic, Marea Baltică, Marea Mediterană, Marea Neagră. Adulții migrează în apele Oceanului Atlantic, în vecinătatea insulelor Bermude (Marea Sargaselor), unde, la o adâncime de 1000 m, are loc depunerea și fecundarea icrelor, după care anghilele mature pier; reproducerea are loc numai o singură dată în viață. Din icrele pelagice ies larve transparente asemănătoare cu o frunză de salcie, numite leptocefali, pe care Gulfstreamul le poartă până la coastele apusene ale Europei. În cursul acestei lungi călătorii de 3 ani larvele late ajung la gura fluviilor și se transformă în larve cilindrice transparente numite civele, care urcă în râuri, unde devin anghile tinere, care se pigmentează și se transformă în anghile galbene aurii, apoi în anghile argintii adulte. În râurile și lacurile europene anghila trăiește 4-7 ani. 

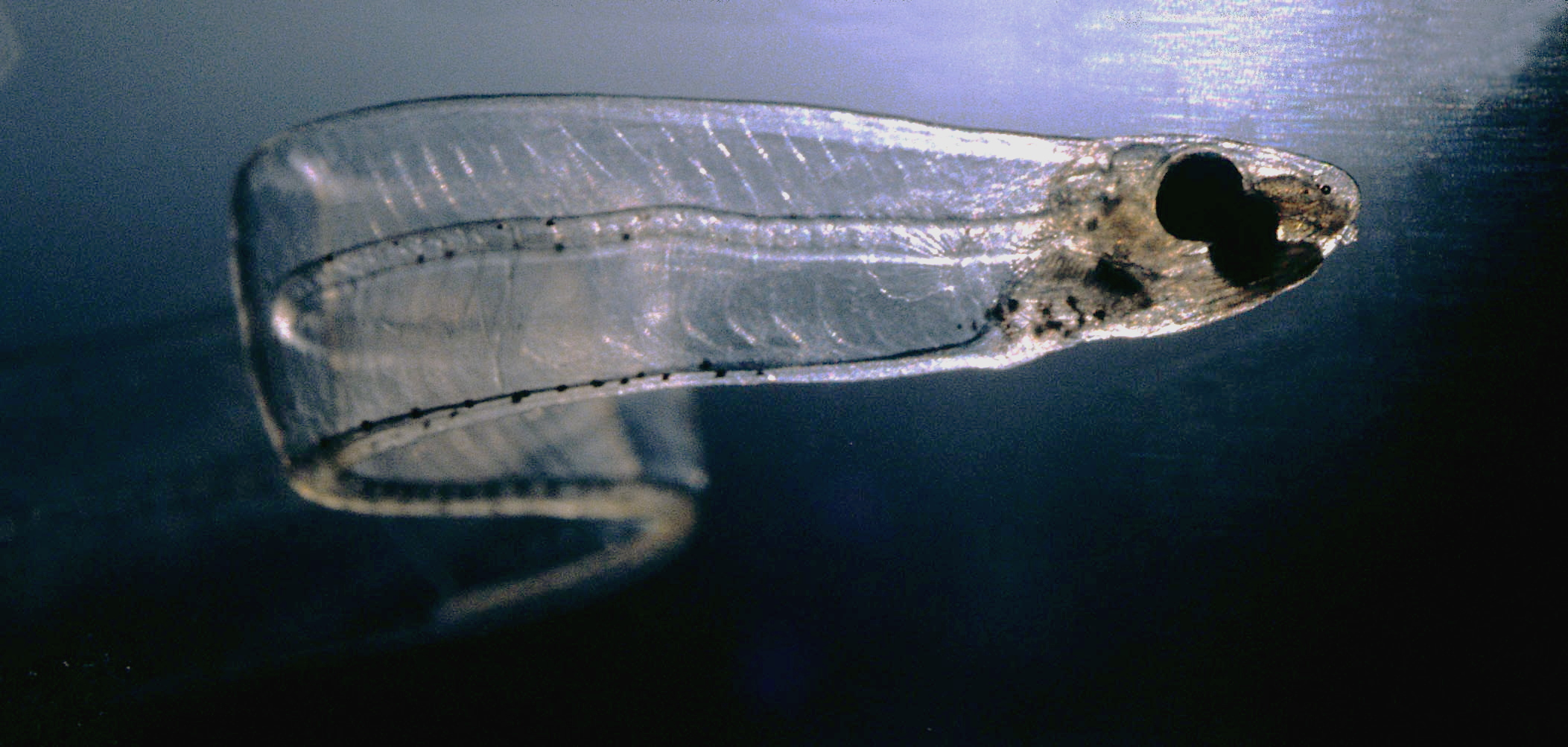
Larvă de anghilă, leptocefal, cu mărimea de 7,6 cm

Ciclul vital al anghilei

Ea este un pește nocturn, care își petrece ziua în mâlul de pe fundul apelor, iar noaptea iese la vânătoare. Se hrănește cu pești mai mici, broaște, viermi, moluște, crustacee, larve de insecte și icre de pești. Se poate deplasa cu ușurința pe uscat, asemenea șarpelui. Anghila europeană are un hidrotropism foarte dezvoltat și simte apa de la depărtări mari și se îndreaptă spre ea în linie dreaptă. Ea este sensibilă la schimbările vremii, înainte de furtună este foarte neliniștită. Iarna o petrece în amorțire, ascunzându-se în mâlul de pe fundul apelor. Carnea anghilei este albă, foarte grasă și gustoasă, se consumă afumată. Are mare valoare economică. S-a reușit reproducerea artificială, iar puietul este crescut în bazine speciale. În România se întâlnește destul de rar în Marea Neagră, de unde pătrunde în lacurile litorale și Dunăre. Începând cu anii 70, numărul de anghile în Europa a scăzut dramatic cu 90%. Factorii care au contribuit la declinul populației de anghile sunt pescuitul excesiv, paraziții (nematodul Anguillicoloides crassus), barierele în calea migrației (barajele de la hidrocentrale), poluarea (cu policlorobifenili) și schimbările climatice (oscilația nord-atlantică). În 2007 Comunitatea Europeană a aprobat de urgența un regulament pentru protejarea speciei.

## Pescuit comercial
| Detailed time series |
| --- |

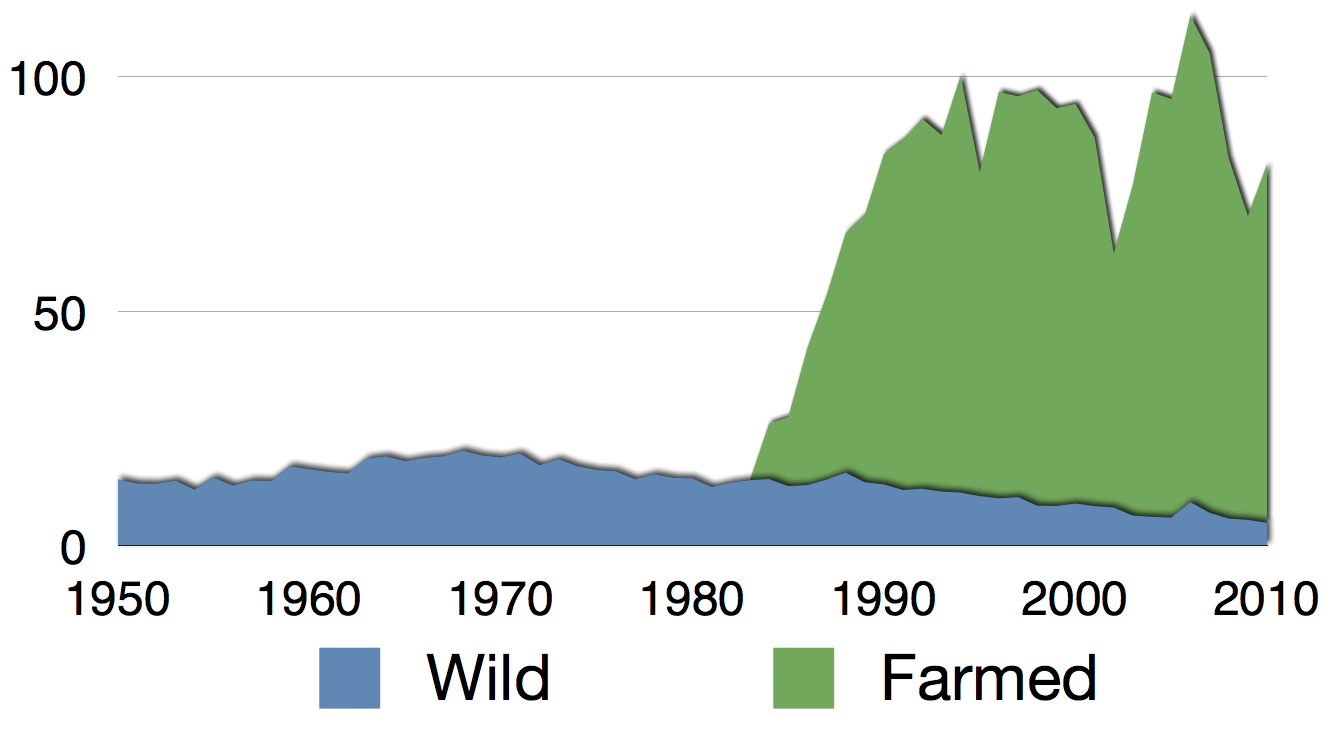
Producția totală de anghilă europeană în mii de tone raportată de FAO, 1950–2010
Cu verde - în captivitate, cu albastru - în sălbăticie

| Global production of European eels in tonnes as reported by the FAO↑ Wild capture, 1950–2010 ↑ Farmed production, 1950–2010 |

## Galerie

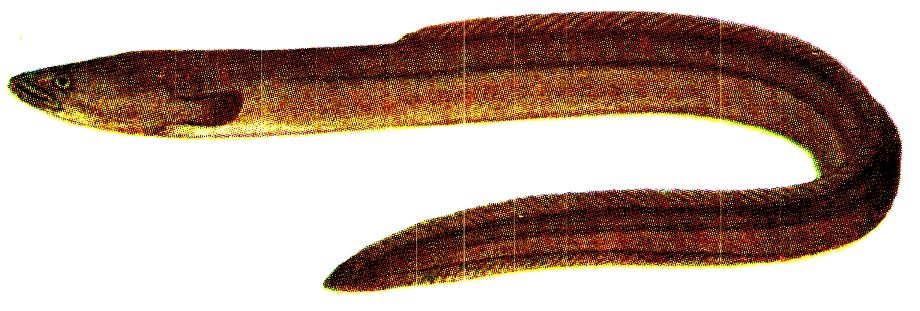
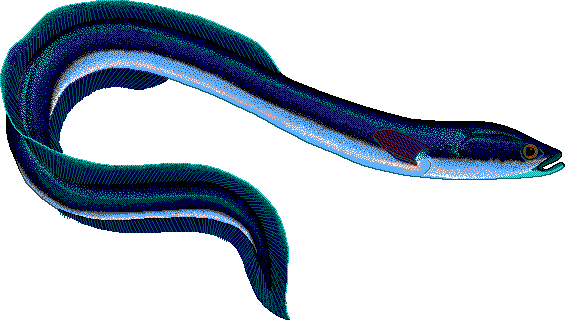